# − (альбом)
| Совокупная оценка    | Совокупная оценка |
| Источник             | Оценка            |
| -------------------- | ----------------- |
| AnyDecentMusic?      | 5.5/10            |
| Metacritic           | 65/100            |
| Оценки критиков      |                   |
| Источник             | Оценка            |
| AllMusic             | [ 3 ]             |
| Clash                | 7/10              |
| The Guardian         | [ 5 ]             |
| The Independent      | [ 6 ]             |
| The Line of Best Fit | 4/10              |
| NME                  | [ 8 ]             |
| The Observer         | [ 9 ]             |
| Pitchfork            | 3.8/10            |
| Sputnikmusic         | 1.5/5             |
| The Telegraph        | [ 12 ]            |

− (произносится как «subtract»; с англ. — «вычитание») — пятый (или шестой в целом) студийный альбом британского автора-исполнителя Эда Ширана, вышедший 5 мая 2023 года на лейблах Asylum и Atlantic. Альбом является продолжением его предшествующего альбома = и последним альбомом на математическую тематику. 25 марта 2023 года вышел лид-сингл с диска, «Eyes Closed».
Альбом получил в целом положительные отзывы критиков. Альбом дебютировал на первом месте в Австралии, Австрии, Бельгии, Нидерландах, Франции, Германии, Ирландии, Новой Зеландии, Польше, Швеции, Швейцарии и Великобритании. Он также вошел в десятку лучших в одиннадцати других странах, включая США (где был на втором месте в Billboard 200), Канаду, Италию и Испанию.

## История
Ширан объявил название, треклист и дату выхода альбома 1 марта 2023 года во всех социальных сетях. Он также объявил о мини-туре по Европе с 23 марта по 2 апреля, приуроченном к выходу ведущего сингла альбома. Альбом был спродюсирован и написан в соавторстве с Аароном Десснером из инди-рок группы The National, который также продюсировал альбомы Тейлор Свифт Folklore (2020) и Evermore (2020). Ширан и Десснер написали вместе более тридцати песен в течение месячной студийной сессии, которые в итоге были сокращены до четырнадцати треков альбома.

## Отзывы
Альбом получил 65 балла из 100 на основе 13 отзывов критиков на агрегаторе рецензий Metacritic, что свидетельствует об «общем благоприятном» приеме. Алексис Петридис из The Guardian назвал этот альбом «легко лучшим за всю его историю», «замкнутой записью», на которой «угодные толпе излишества Ширана нигде не видны». Петридис высоко оценил работу Ширана с Аароном Десснером, который обеспечивает «атмосферность и прекрасную работу», а также «сдержанные струнные аранжировки; мерцающие, спектральные синтезаторы; нежные бризы обратной связи и залитые реверберацией электрогитары». Нил Маккормик из The Telegraph поставил альбому пять из пяти звезд, описав его как «текучий, эмоциональный, тревожный и атмосферный альбом терапевтического самоисцеления, в котором сырая непосредственность чувств Ширана имеет приоритет, сотрясая и искажая материал в тонких, извилистых и глубоко личных направлениях».
Ник Левин из NME написал, что альбом «определенно ощущается по-другому. Он тоскливый и мрачный, меланхоличный и проникновенный, и не содержит ничего такого грубого, как песня 2017 года „Galway Girl“», сделанной с примесью ирландского народного стиля. Левин также отметил, что альбом «похож на тёплые, но осторожные объятия чуткого друга — Десснер даёт Ширану пространство, чтобы сказать то, что у него на уме, не пытаясь его теснить», а также похвалил «поразительную конкретность» текстов Ширана. Робин Мюррей из Clash оценил «параллели» с альбомом Тейлор Свифт Folklore, также спродюсированным Десснером, как «слишком аккуратные, чтобы их пропустить: снятие глянца, обнажение скрытой под ним композиции и замена поп-музыки на более „серьёзный“ вид искусства». Мюррей написал, что «результаты поразительны, но — и это, в конце концов, Эд Ширан — не лишены шмальца».
Ройсин О’Коннор из The Independent описала - как «отход, в некотором роде, к лучшему», в котором Десснер привнёс свой «анти-мажорный аккордный, демпферно-педалированный фортепианный стиль», «который, в свою очередь, возвращает к акустическому звучанию ранних работ Ширана». О’Коннор считает, что «лирически альбом не дотягивает, но Ширан уже более десяти лет торгует неясными, но универсальными вопросами», хотя «он изо всех сил старается раскрыться». Стивен Лофтин из The Line of Best Fit высказал мнение, что хотя альбом «не следует обычной рутине [Ширана]», «он определенно не падает далеко от дерева», и что он «ставит под вопрос, почему он не пытается хотя бы в какой-то форме прогрессировать», так как он «кажется счастливым играть для масс со своей собственной формулой, которая даже когда в ней задействован самый горячий новый инди-продюсер, все равно кажется потерянной».

## Список композиций
По данным Qobuz. Все треки написаны Эдом Шираном и Аароном Десснером, кроме обозначенных.
| №                   | Название                 | Автор(ы)                                    | Продюсеры                           | Длительность |
| ------------------- | ------------------------ | ------------------------------------------- | ----------------------------------- | ------------ |
| 1.                  | «Boat»                   |                                             |                                     | 3:05         |
| 2.                  | «Salt Water»             |                                             |                                     | 3:59         |
| 3.                  | «Eyes Closed»            | Ширан Max Martin Johan Schuster Fred Gibson | Dessner Martin Shellback Fred Again | 3:14         |
| 4.                  | «Life Goes On»           | Ширан                                       |                                     | 3:30         |
| 5.                  | «Dusty»                  |                                             |                                     | 3:42         |
| 6.                  | «End of Youth»           | Ширан                                       |                                     | 3:51         |
| 7.                  | «Colourblind»            | Ширан                                       |                                     | 3:29         |
| 8.                  | «Curtains»               |                                             |                                     | 3:44         |
| 9.                  | «Borderline»             |                                             |                                     | 3:57         |
| 10.                 | «Spark»                  |                                             |                                     | 3:34         |
| 11.                 | «Vega»                   |                                             |                                     | 2:58         |
| 12.                 | «Sycamore»               |                                             |                                     | 2:50         |
| 13.                 | «No Strings»             |                                             |                                     | 2:54         |
| 14.                 | «The Hills of Aberfeldy» | Ширан Foy Vance                             |                                     | 3:15         |
| Общая длительность: | Общая длительность:      | Общая длительность:                         | Общая длительность:                 | 48:02        |

| №                   | Название            | Автор(ы)            | Длительность |
| ------------------- | ------------------- | ------------------- | ------------ |
| 15.                 | «Wildflowers»       | Ширан               | 2:58         |
| 16.                 | «Stoned»            |                     | 3:17         |
| 17.                 | «Toughest»          | Ширан               | 3:33         |
| 18.                 | «Moving»            |                     | 3:35         |
| Общая длительность: | Общая длительность: | Общая длительность: | 61:25        |

| №   | Название      | Автор(ы) | Длительность |
| --- | ------------- | -------- | ------------ |
| 15. | «Wildflowers» | Ширан    | 2:58         |
| 16. | «Balance»     |          |              |
| 17. | «Stoned»      |          | 3:17         |
| 18. | «Fear»        |          |              |
| 19. | «Get Over It» |          |              |
| 20. | «Toughest»    | Ширан    | 3:33         |
| 21. | «Ours»        |          |              |
| 22. | «Moving»      |          | 3:35         |
| 23. | «Untitled»    |          |              |

## Чарты
| Чарт (2023)                          | Высшая позиция |
| ------------------------------------ | -------------- |
| Австралия (ARIA)                     | 1              |
| Австрия (Ö3 Austria)                 | 1              |
| Бельгия/Фландрия (Ultratop)          | 1              |
| Бельгия/Валлония (Ultratop)          | 1              |
| Канада (Canadian Albums Chart)       | 2              |
| Чехия (ČNS IFPI)                     | 9              |
| Дания (Hitlisten)                    | 2              |
| Нидерланды (Album Top 100)           | 1              |
| Финляндия (Suomen virallinen lista)  | 5              |
| Франция (SNEP)                       | 1              |
| Германия (Offizielle Top 100)        | 1              |
| Ирландия (Irish Albums Chart)        | 1              |
| Италия (FIMI)                        | 2              |
| Япония (Oricon)                      | 8              |
| Япония (Combined Albums, Oricon)     | 8              |
| Япония (Hot Albums, Billboard Japan) | 7              |
| Литва (AGATA)                        | 26             |
| Новая Зеландия (RMNZ)                | 1              |
| Норвегия (VG-lista)                  | 2              |
| Шотландия (Scottish Albums Chart)    | 1              |
| Швеция (Sverigetopplistan)           | 1              |
| Швейцария (Schweizer Hitparade)      | 1              |
| Великобритания (UK Albums Chart)     | 1              |
| США (Billboard 200)                  | 2              |

## Сертификации
| Регион                                                                      | Сертификация | Продажи |
| --------------------------------------------------------------------------- | ------------ | ------- |
| Канада (Music Canada)                                                       | Золотой      | 40 000  |
| Дания (IFPI Danmark)                                                        | Золотой      | 10 000  |
| Франция (SNEP)                                                              | Золотой      | 50 000  |
| Новая Зеландия (RMNZ)                                                       | Золотой      | 7500    |
| Великобритания (BPI)                                                        | Золотой      | 161,647 |
| Данные о продажах + прослушиваниях приведены только на основе сертификации. |              |         |